# Ligat ha'Al 2020-2021 (pallacanestro)
La Ligat ha'Al 2020-2021 è la 67ª edizione del massimo campionato israeliano di pallacanestro maschile.

## Formato
La stagione regolare è composta da 26 giornate, dove le tredici squadre partecipanti si affronteranno in un girone all'italiana.
Le migliori sei squadre si qualificheranno per il girone "alto" dove giocheranno 5 partite, mentre le altre sette squadre giocheranno 7 partite nel girone "basso".
I punteggi ottenuti in entrambe le fasi verranno sommati, le sei squadre del girone "alto" e le due migliori del girone "basso" si affronteranno ai quarti di finale in una serie al meglio delle 5 gare. Gli accoppiamenti vengono decisi in base alla classifica finale.
Le semifinali e la finale verranno invece giocate al meglio delle tre gare.

## Squadre partecipanti
L'Hapoel Haifa ed il Bnei Herzliya sono state promosse in Ligat ha'Al essendosi qualificate rispettivamente al primo ed al secondo posto della Liga Leumit nella stagione precedente.
| Club               | Città         | Palazzetto             | Capienza |
| ------------------ | ------------- | ---------------------- | -------- |
| Bnei Herzliya      | Herzliya      | HaYovel Herzliya       | 1 500    |
| Hapoel Be'er Sheva | Be'er Sheva   | Conch Arena            | 3 000    |
| Hapoel Eilat       | Eilat         | Begin Arena            | 1 490    |
| H. Gerusalemme     | Gerusalemme   | Pais Arena             | 11 000   |
| Hap. Gilboa G.E.   | Gan Ner       | Gan Ner Sports Hall    | 2 100    |
| Hapoel Haifa       | Haifa         | Romema Arena           | 5 000    |
| Hapoel Holon       | Holon         | Holon Toto Hall        | 5 400    |
| Hapoel Tel Aviv    | Tel Aviv      | Drive in Arena         | 3 504    |
| Ironi Nahariya     | Nahariya      | Ein Sarah              | 2 500    |
| Ironi Nes Ziona    | Ness Ziona    | Lev Hamoshava          | 1 200    |
| Maccabi Haifa      | Haifa         | Romema Arena           | 5 000    |
| Mac. Rishon LeZion | Rishon LeZion | Beit Maccabi Rishon    | 2 500    |
| Maccabi Tel Aviv   | Tel Aviv      | Menora Mivtachim Arena | 10 383   |

### Personale e sponsor
| Squadra               | Presidente     | Allenatore           | Capitano                | Sponsor tecnico | Sponsor di squadra      |
| --------------------- | -------------- | -------------------- | ----------------------- | --------------- | ----------------------- |
| Bnei Herzliya         | Eldad Akunis   | Sharon Drucker       | Nitzan Hanochi          | Peak            |                         |
| Hapoel Be'er Sheva    | Kfir Arazi     | Rami Hadar           | Spencer Weisz           | Spalding        | Altshuler Shaham        |
| Hapoel Eilat          | Nachi Indik    | Ariel Beit Halahmy   | / Jonathan Skjöldebrand | Peak            | Yossi Avrahami          |
| Hapoel Gerusalemme    | Guy Harel      | Oded Kattash         | J'Covan Brown           | Peak            | Bank Yahav              |
| Hapoel Gilboa Galil   | Haim Ohayon    | Lior Lubin           | Yotam Hanochi           | Peak            | Gilboa Regional Council |
| Hapoel Haifa          | Yoval Rosman   | Elad Hasin           | Ofek Avital             | Peak            | B-CURE LASER            |
| Hapoel Holon          | Shlomo Issac   | Stefanos Dedas       | Guy Pnini               | Kelme           | Unet credit             |
| Hapoel Tel Aviv       | Rami Cohen     | Iōannīs Kastritīs    | Yam Madar               | Peak            | SP Metzer               |
| Ironi Nahariya        | Nissim Alfasi  | Danny Franco         | Niv Misgav              | Peak            |                         |
| Ironi Nes Ziona       | Yaniv Mizrahi  | Brad Greenberg       | Tal Dunne               | Kappa           | Chai Motors             |
| Maccabi Haifa         | Jeff Rosen     | Daniel Seoane        | Avi Ben-Chimol          | Joma            |                         |
| Maccabi Rishon LeZion | Itzhak Peri    | Guy Goodes           | Darryl Monroe           | Under Armour    | Zarfati Zvi e figli     |
| Maccabi Tel Aviv      | Shimon Mizrahi | Giannīs Sfairopoulos | / John DiBartolomeo     | Nike            | Playtika                |

## Regular season
| Pos | Squadra               | G  | V  | P  | GF   | GS   | DG   | %    | Qualificazione o retrocessione |
| --- | --------------------- | -- | -- | -- | ---- | ---- | ---- | ---- | ------------------------------ |
| 1   | Maccabi Tel Aviv      | 24 | 19 | 5  | 2152 | 1824 | +328 | ,792 | Qualificate al gruppo A        |
| 2   | Hapoel Eilat          | 24 | 17 | 7  | 2200 | 2032 | +168 | ,708 | Qualificate al gruppo A        |
| 3   | Hapoel Gilboa Galil   | 24 | 17 | 7  | 2009 | 1915 | +94  | ,708 | Qualificate al gruppo A        |
| 4   | Hapoel Holon          | 24 | 16 | 8  | 2086 | 1990 | +96  | ,667 | Qualificate al gruppo A        |
| 5   | Hapoel Haifa          | 24 | 14 | 10 | 2087 | 2130 | −43  | ,583 | Qualificate al gruppo A        |
| 6   | Hapoel Gerusalemme    | 24 | 13 | 11 | 2123 | 2100 | +23  | ,542 | Qualificate al gruppo A        |
| 7   | Hapoel Be'er Sheva    | 24 | 13 | 11 | 2054 | 1999 | +55  | ,542 | Qualificate al gruppo B        |
| 8   | Ironi Nes Ziona       | 24 | 12 | 12 | 2022 | 1997 | +25  | ,500 | Qualificate al gruppo B        |
| 9   | Maccabi Rishon LeZion | 24 | 11 | 13 | 2098 | 2090 | +8   | ,458 | Qualificate al gruppo B        |
| 10  | Hapoel Tel Aviv       | 24 | 8  | 16 | 2010 | 2087 | −77  | ,333 | Qualificate al gruppo B        |
| 11  | Bnei Herzliya         | 24 | 7  | 17 | 2060 | 2111 | −51  | ,292 | Qualificate al gruppo B        |
| 12  | Maccabi Haifa         | 24 | 6  | 18 | 1959 | 2200 | −241 | ,250 | Qualificate al gruppo B        |
| 13  | Ironi Nahariya        | 24 | 3  | 21 | 1937 | 2322 | −385 | ,125 | Qualificate al gruppo B        |

### Risultati
|                       | HJE    | HGG   | MTA   | HEI    | HHA   | HBS    | MRL   | HHO    | HTA   | INZ    | INA    | MHA     | BNH   |
| --------------------- | ------ | ----- | ----- | ------ | ----- | ------ | ----- | ------ | ----- | ------ | ------ | ------- | ----- |
| Hapoel Gerusalemme    |        |       |       |        |       |        |       | 82–73  |       |        | 91–82  | 111–77  | 96–86 |
| Hapoel Gilboa Galil   |        |       |       | 77–100 |       | 86–73  |       |        | 88–68 |        |        |         |       |
| Maccabi Tel Aviv      |        |       |       | 86–74  | 81–75 |        |       |        |       |        |        |         |       |
| Hapoel Eilat          | 79–100 |       |       |        |       |        | 86–84 |        |       | 95–85  |        |         |       |
| Hapoel Haifa          |        |       |       | 84–97  |       |        | 85–84 |        |       | 106–91 |        |         | 80–79 |
| Hapoel Be'er Sheva    | 81–83  |       |       |        |       |        | 98–84 | 86–89  | 88–75 |        | 104–80 |         |       |
| Maccabi Rishon LeZion |        |       |       |        |       |        |       | 100–91 |       | 79–74  |        |         | 93–85 |
| Hapoel Holon          |        | 81–88 | 79–76 |        |       |        |       |        |       |        |        | 105–69  |       |
| Hapoel Tel Aviv       | 76–88  |       |       |        |       |        | 85–91 |        |       | 82–80  |        | 83–92   |       |
| Ironi Nes Ziona       |        |       | 58–65 |        |       |        |       |        |       |        |        |         | 80–74 |
| Ironi Nahariya        |        | 63–73 | 81–98 |        | 84–92 |        |       |        | 71–94 |        |        | 110–102 |       |
| Maccabi Haifa         |        | 77–82 |       | 81–85  |       | 61–102 |       |        |       |        |        |         |       |
| Bnei Herzliya         |        | 89–95 | 86–92 | 78–103 |       |        |       |        |       |        |        |         |       |

## Seconda fase

### Poule play-off
| Pos | Squadra             | G  | V  | P  | GF   | GS   | DG   | %    | Qualificazione o retrocessione |
| --- | ------------------- | -- | -- | -- | ---- | ---- | ---- | ---- | ------------------------------ |
| 1   | Maccabi Tel Aviv    | 29 | 23 | 6  | 2567 | 2185 | +382 | ,793 | Qualificate ai play-off        |
| 2   | Hapoel Holon        | 29 | 19 | 10 | 2515 | 2419 | +96  | ,655 | Qualificate ai play-off        |
| 3   | Hapoel Gilboa Galil | 29 | 19 | 10 | 2432 | 2327 | +105 | ,655 | Qualificate ai play-off        |
| 4   | Hapoel Eilat        | 29 | 18 | 11 | 2662 | 2528 | +134 | ,621 | Qualificate ai play-off        |
| 5   | Hapoel Haifa        | 29 | 16 | 13 | 2506 | 2569 | −63  | ,552 | Qualificate ai play-off        |
| 6   | Hapoel Gerusalemme  | 29 | 16 | 13 | 2567 | 2555 | +12  | ,552 | Qualificate ai play-off        |

### Poule retrocessione
| Pos | Squadra               | G  | V  | P  | GF   | GS   | DG   | %    | Qualificazione o retrocessione |
| --- | --------------------- | -- | -- | -- | ---- | ---- | ---- | ---- | ------------------------------ |
| 1   | Ironi Nes Ziona       | 30 | 17 | 13 | 2627 | 2522 | +105 | ,567 | Qualificate ai play-off        |
| 2   | Hapoel Be'er Sheva    | 30 | 17 | 13 | 2589 | 2521 | +68  | ,567 | Qualificate ai play-off        |
| 3   | Maccabi Rishon LeZion | 30 | 15 | 15 | 2673 | 2608 | +65  | ,500 |                                |
| 4   | Hapoel Tel Aviv       | 30 | 12 | 18 | 2562 | 2639 | −77  | ,400 |                                |
| 5   | Bnei Herzliya         | 30 | 10 | 20 | 2611 | 2651 | −40  | ,333 |                                |
| 6   | Maccabi Haifa         | 30 | 7  | 23 | 2478 | 2788 | −310 | ,233 | Rotrocesse in Liga Leumit      |
| 7   | Ironi Nahariya        | 30 | 3  | 27 | 2426 | 2903 | −477 | ,100 | Rotrocesse in Liga Leumit      |

## Play-off
|  | Quarti di finale | Quarti di finale   | Quarti di finale   | Quarti di finale | Quarti di finale |  |  | Semifinali | Semifinali       | Semifinali       | Semifinali       | Semifinali |    |    | Finale | Finale           | Finale | Finale | Finale |  |
|  |                  |                    |                    |                  |                  |  |  |            |                  |                  |                  |            |    |    |        |                  |        |        |        |  |
|  | 1                | Maccabi Tel Aviv   | Maccabi Tel Aviv   | 67               | 93               |  |  |            |                  |                  |                  |            |    |    |        |                  |        |        |        |  |
|  | 8                | Hapoel Be'er Sheva | Hapoel Be'er Sheva | 56               | 92               |  |  | 1          | Maccabi Tel Aviv | Maccabi Tel Aviv | 88               | 80         |    |    |        |                  |        |        |        |  |
|  | 4                | Hapoel Eilat       | Hapoel Eilat       | 84               | 98               |  |  | 4          | Hapoel Eilat     | Hapoel Eilat     | 72               | 79         |    |    |        |                  |        |        |        |  |
|  | 5                | Hapoel Haifa       | Hapoel Haifa       | 80               | 87               |  |  |            |                  |                  |                  |            |    |    | 1      | Maccabi Tel Aviv | 83     | 76     | 73     |  |
|  | 2                | Hapoel Holon       | 92                 | 75               | 85               |  |  |            |                  | 3                | Hap. Gilboa G.E. | 74         | 81 | 67 |        |                  |        |        |        |  |
|  | 7                | Ironi Nes Ziona    | 90                 | 86               | 76               |  |  | 2          | Hapoel Holon     | Hapoel Holon     | 72               | 55         |    |    |        |                  |        |        |        |  |
|  | 3                | Hap. Gilboa G.E.   | Hap. Gilboa G.E.   | 85               | 91               |  |  | 3          | Hap. Gilboa G.E. | Hap. Gilboa G.E. | 74               | 60         |    |    |        |                  |        |        |        |  |
|  | 6                | H. Gerusalemme     | H. Gerusalemme     | 58               | 89               |  |  |            |                  |                  |                  |            |    |    |        |                  |        |        |        |  |

## Premi

### MVP di giornata
| Giornata | Giocatore      | Squadra            | PIR      | Note     |
| Novembre | Novembre       | Novembre           | Novembre | Novembre |
| -------- | -------------- | ------------------ | -------- | -------- |
| 4        | / Caleb Agada  | Hapoel Be'er Sheva | 39       | [ 2 ]    |
| 5        | Jason Siggers  | Hapoel Haifa       | 28       | [ 3 ]    |
| 6        | TaShawn Thomas | Hapoel Gerusalemme | 40       | [ 4 ]    |
| Dicembre |                |                    |          |          |
| 7        | Chris Kramer   | Hapoel Gerusalemme | 35       | [ 5 ]    |
| 8        | Reggie Upshaw  | Hapoel Tel Aviv    | 30       | [ 6 ]    |

### Premi mensili

#### Giocatore del mese
| Mese     | Giocatore     | Squadra            | PIR  | Note  |
| -------- | ------------- | ------------------ | ---- | ----- |
| Novembre | / Caleb Agada | Hapoel Be'er Sheva | 32.5 | [ 7 ] |

#### Giocatore israeliano del mese
| Mese     | Giocatore   | Squadra            | PIR  | Note  |
| -------- | ----------- | ------------------ | ---- | ----- |
| Novembre | Tamir Blatt | Hapoel Gerusalemme | 18.8 | [ 8 ] |

#### Allenatore del mese
| Mese     | Allenatore         | Squadra      | V-S | Note  |
| -------- | ------------------ | ------------ | --- | ----- |
| Novembre | Ariel Beit Halahmy | Hapoel Eilat | 5-1 | [ 9 ] |

### Riconoscimenti individuali
| Riconoscimento                | Giocatore          | Squadra            |
| ----------------------------- | ------------------ | ------------------ |
| MVP regular season            | Casey Prather      | Hapoel Eilat       |
| MVP regular season israeliano | Iftah Ziv          | Hap. Gilboa G.E.   |
| MVP finali                    | / Scottie Wilbekin | Maccabi Tel Aviv   |
| Miglior allenatore            | Stefanos Dedas     | Hapoel Holon       |
| Giocatore rivelazione         | Yair Kravitz       | Bnei Herzliya      |
| Miglior sesto uomo            | Guy Pnini          | Hapoel Holon       |
| Giocatore più migliorato      | Noam Dovrat        | Mac. Rishon LeZion |
| Migliore difensore            | Chris Johnson      | Hapoel Holon       |

### Quintetti ideali
| All-Israeli League Fisrt Team 2020-2021 | All-Israeli League Fisrt Team 2020-2021 | All-Israeli League Second Team 2020-2021 | All-Israeli League Second Team 2020-2021 |
| --------------------------------------- | --------------------------------------- | ---------------------------------------- | ---------------------------------------- |
| Iftah Ziv                               | Hap. Gilboa G.E.                        | Yam Madar                                | Hapoel Tel Aviv                          |
| / Scottie Wilbekin                      | Maccabi Tel Aviv                        | Keenan Evans                             | Hapoel Haifa                             |
| Casey Prather                           | Hapoel Eilat                            | / Caleb Agada                            | Hapoel Be'er Sheva                       |
| Chris Johnson                           | Hapoel Holon                            | Kerry Blackshear                         | Hap. Gilboa G.E.                         |
| Ante Žižić                              | Maccabi Tel Aviv                        | Josh Nebo                                | Hapoel Eilat                             |

## Squadre israeliane nelle competizioni europee
| Squadra               | Competizione                | Andamento        | Balkan League  |
| --------------------- | --------------------------- | ---------------- | -------------- |
| Maccabi Tel Aviv      | Euroleague                  | Regular season   | N.D.           |
| Maccabi Rishon LeZion | Eurocup                     | Ritirato         | Secondo turno  |
| Hapoel Gerusalemme    | Basketball Champions League | Regular season   | Regular season |
| Hapoel Holon          | Basketball Champions League | Quarti di finale | Vincitore      |
| Hapoel Tel Aviv       | Basketball Champions League | Preliminari      | Secondo turno  |
| Ironi Nes Ziona       | FIBA Europe Cup             | Vincitore        | Regular season |
| Bnei Herzliya         | N.D.                        | N.D.             | Regular season |
| Hapoel Haifa          | N.D.                        | N.D.             | Regular season |
| Ironi Nahariya        | N.D.                        | N.D.             | Regular season |
| Hapoel Gilboa Galil   | N.D.                        | N.D.             | Semifinali     |
| Maccabi Haifa         | N.D.                        | N.D.             | Regular season |
| Hapoel Eilat          | N.D.                        | N.D.             | Regular season |
| Hapoel Be'er Sheva    | N.D.                        | N.D.             | Regular season |

- Grassetto – Ancora in gara.